# (37156) 2000 VB60
2000 VB60 (asteroide 37156) é um asteroide da cintura principal. Possui uma excentricidade de 0.20566230 e uma inclinação de 5.67297º.
Este asteroide foi descoberto no dia 1 de novembro de 2000 por LINEAR em Socorro.